# Bargny
Bargny é uma comuna francesa na região administrativa de Altos da França, no departamento de Oise. Estende-se por uma área de 7,54 km². Em 2010 a comuna tinha 341 habitantes (densidade: 45,2 hab./km²).